# Paspalum multicaule
Paspalum multicaule är en gräsart som beskrevs av Jean Louis Marie Poiret. Paspalum multicaule ingår i släktet tvillinghirser, och familjen gräs. Inga underarter finns listade i Catalogue of Life.